# بل سینسیناتی
بل سینسیناتی (انگلیسی: Cincinnati Bell) شرکت مخابرات آمریکایی است، که در سال ۱۸۷۳ تأسیس شده.